# الخطوط الجوية المتحدة الرحلة 585
في 3 مارس 1991، كانت رحلة شركة طيران يونايتد إيرلاينز رقم 585 متجهة من بيوريا إلى كولورادو سبرينغس عبر دنفر على متن طائرة من نوع بوينغ 737-291 تحمل 20 راكباً و5 من أفراد الطاقم. وبينما كانت الطائرة تخفف من سرعتها بدأت بالانقلاب رأساً على عقب وسقطت في حديقة ويدفيلد ومات جميع الركاب والطاقم البالغ عددهم 25 شخصا.